# Pinduoduo
Pinduoduo (chinês simplificado: 拼多多) é uma plataforma de comércio eletrônico que permite aos usuários participar de transações de compra em grupo. Foi fundada por Colin Huang como Shanghai Dream Information Technology Co., Ltd. em setembro de 2015.

## História
- Em setembro de 2015, a empresa foi fundada.
- Em julho de 2016, a Tencent, Gaochun e Xintianyu investiram mais de US$110 milhões na rodada B de investimentos.
- Em 2018, o número de usuários ultrapassou 200 milhões,  GMV ultrapassou 100 bilhões de yuans, e o volume de pedidos diários ficou em segundo lugar na China continental somente após Taobao.[1]
- Em 26 de julho de 2018, a empresa estava listada no mercado acionário da NASDAQ nos Estados Unidos. A empresa está sendo negociada sob o símbolo PDD. O preço de IPO foi de US$19.[2] Pinduoduo levantou US$ 1,6 bilhão, tornando-se um dos maiores IPOs de 2018.[3]

## Controvérsias
- Em 7 de junho de 2018, China Legal Evening News informou que entre os itens negociados na plataforma do Pinduoduo "há muitos bens ilegais e violentos envolvidos", apesar de poder comprar produtos baratos, existem muitos produtos que envolvem pornografia, violência e atividades ilegais na plataforma, incluindo a lâminas faca, placas ilegais de  motocicleta e boneca inflável, etc.[4]
- Em 20 de janeiro de 2019, a empresa informou roubo de cupons de desconto on-line no valor de dezenas de milhões de yuans. Um grupo de usuários on-line explorou uma falha no sistema de Pinduoduo e roubou dezenas de milhões de yuans em cupons de desconto. A empresa notificou a polícia sobre o incidente.[5]